# Toyota eCom

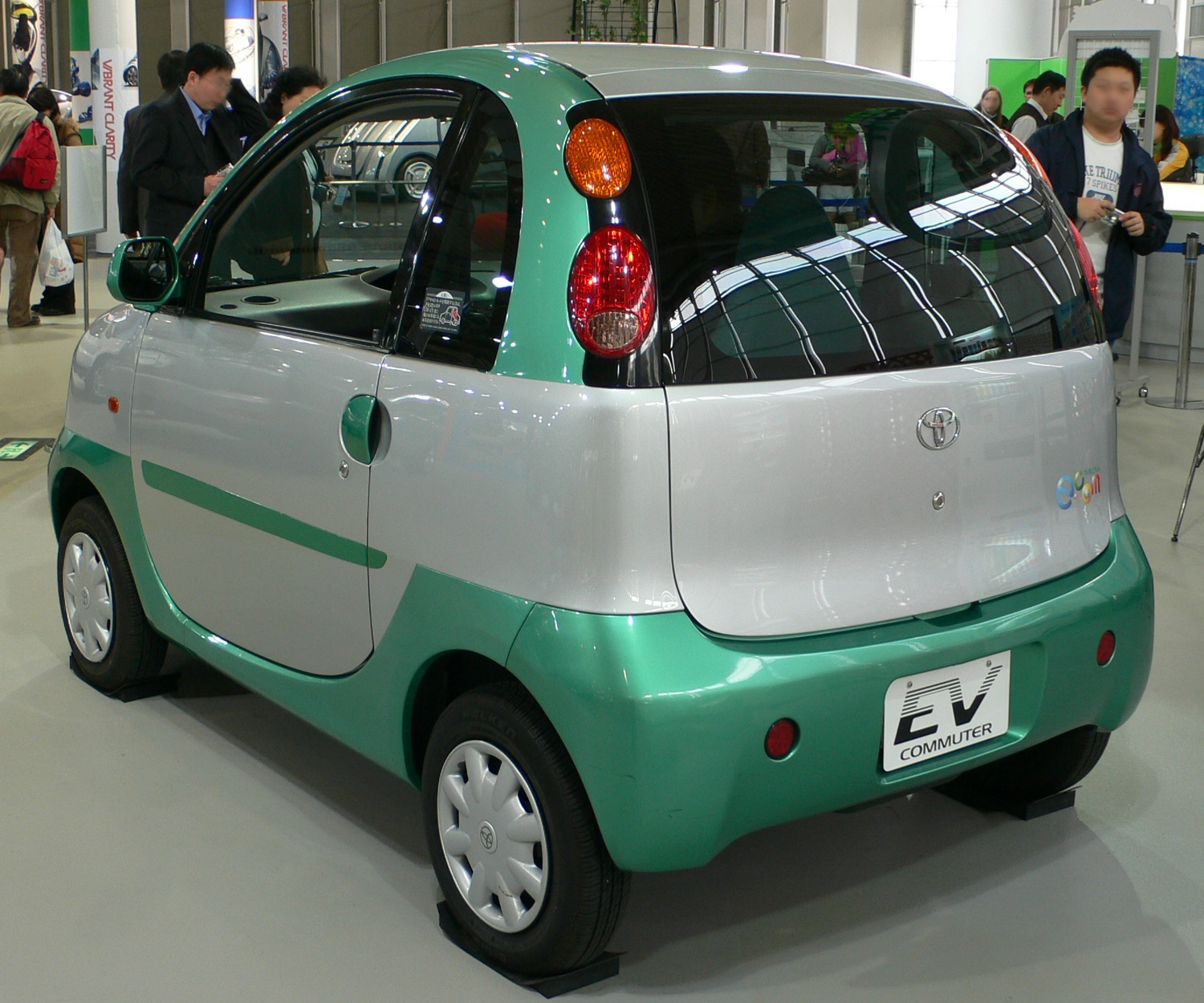
Вигляд ззаду

Toyota eCom — компактний електромобіль японської компанії Toyota. Вперше був представлений на Токійському автосалоні в 1997 році.
50 екземплярів було зібрано для оренди в місті Тойота.
Автомобіль був створений в рамках проєкту по розробці екологічно чистих автомобілів за нормами ZEV.